# Kielwantsen
Kielwantsen (Acanthosomatidae) zijn een familie van insecten die behoren tot de wantsen (Heteroptera). De groep werd voor het eerst wetenschappelijk beschreven door Victor Antoine Signoret in 1864.

## Uiterlijke kenmerken
De 6 tot 18 millimeter in lengte, kleine tot middelgrote wantsen hebben in vergelijking met de andere vertegenwoordigers van de superfamilie Pentatomoidea een meer langwerpig eivormig tot vliegervormig lichaam. Het driehoekige schildje (scutellum) is niet verbreed en is ongeveer half zo lang, of minder dan half zo lang als het abdomen. De antennes zijn vijfledig. De tarsen zijn tweeledig. In de lengterichting aan de onderkant van het lichaam hebben ze een opvallende kiel. Aan de onderzijde van de derde buiksegment is een langgerekte doorn die naar voren gericht is. Vandaar de Duitse namen Bauchkielwanzen en Stachelwanzen en de Nederlandse naam kielwantsen. Net als veel andere wantsensoorten hebben wantsen uit de familie kielwantsen stinkklieren.

## Verspreidingsgebied
Kielwantsen komen overal ter wereld voor, maar het belangrijkste verspreidingsgebied zijn streken in gematigde breedtegraden en de subtropen. De twee onderfamilies Blaudusinae en Ditomotarsinae worden alleen op het zuidelijk halfrond gevonden behalve in Nieuw-Zeeland. De soorten die behoren tot de onderfamilie Acanthosomatinae komt vooral veel voor in het noordelijk halfrond maar komt ook met een endemisch (geïsoleerd) geslacht, Rhopalimorpha voor in Nieuw-Zeeland.

## Leefwijze
De Holarctische vertegenwoordiger van de familie zijn relatief goed onderzocht. De meeste soorten leven in bomen of struiken. Over de Australische soorten is echter weinig bekend. Verschillende soorten leven in ficussoorten, maar er leven er ook op andere boomsoorten. Een aantal Nearctische en Palearctische soorten onderhoudt een sterke broedzorg voor hun eieren en nimfen. Die broedzorg hebben de wantsen uit het geslacht Elasmucha. De vrouwelijke wantsen bewaken zowel hun eieren als hun nimfen tijdens hun vroege stadia.

## Taxonomie
Victor Antoine Signoret beschreef de groep in 1863 voor het eerst als familie. Ze werden daarna vaak als onderfamilie van de schildwantsen (Pentatomidae) beschouwd. Leston beschrijft ze in 1953 weer als familie. De familie is onderverdeeld als volgt:
- Onderfamilie Acanthosomatinae (18 geslachten; Palaearctisch, Azië, Australië)
- Onderfamilie Blaudusinae
  - Geslachtengroep Blaudusini (11 geslachten, Zuid-Afrika, Madagaskar, Australië en Zuid-Amerika)
  - Geslachtengroep Lanopini (11 geslachten, Zuid-Afrika, Madagaskar, Australië en Zuid-Amerika)
- Onderfamilie Ditomotarsinae (Afrika, Australië en Zuid-Amerika)
  - Geslachtengroep Laccophorellini (4 geslachten, Afrika, Australië)
  - Geslachtengroep Ditomotarsini (12 geslachten, Zuid-Amerika, Afrika)

## Nederlandse soorten
De familie kielwantsen wordt in Nederland vertegenwoordigd door zeven soorten:

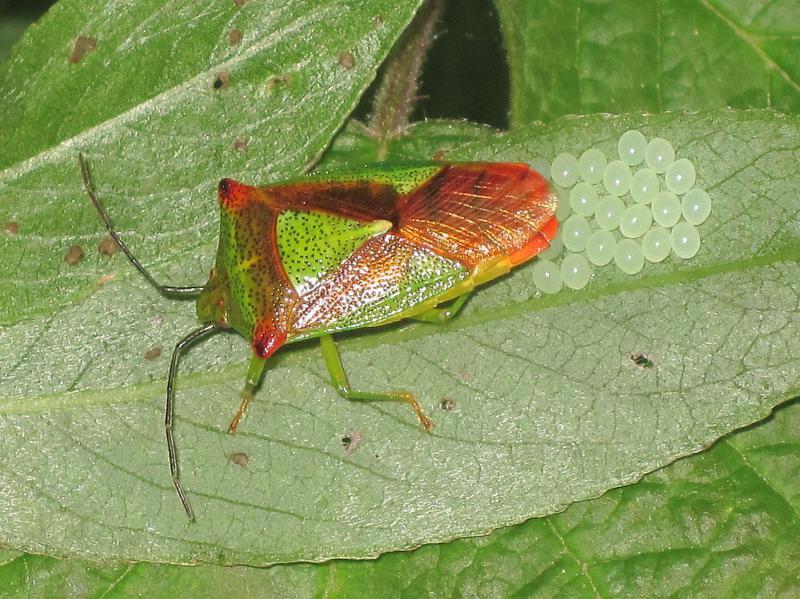
Meidoornkielwants (Acanthosoma haemorrhoidale)
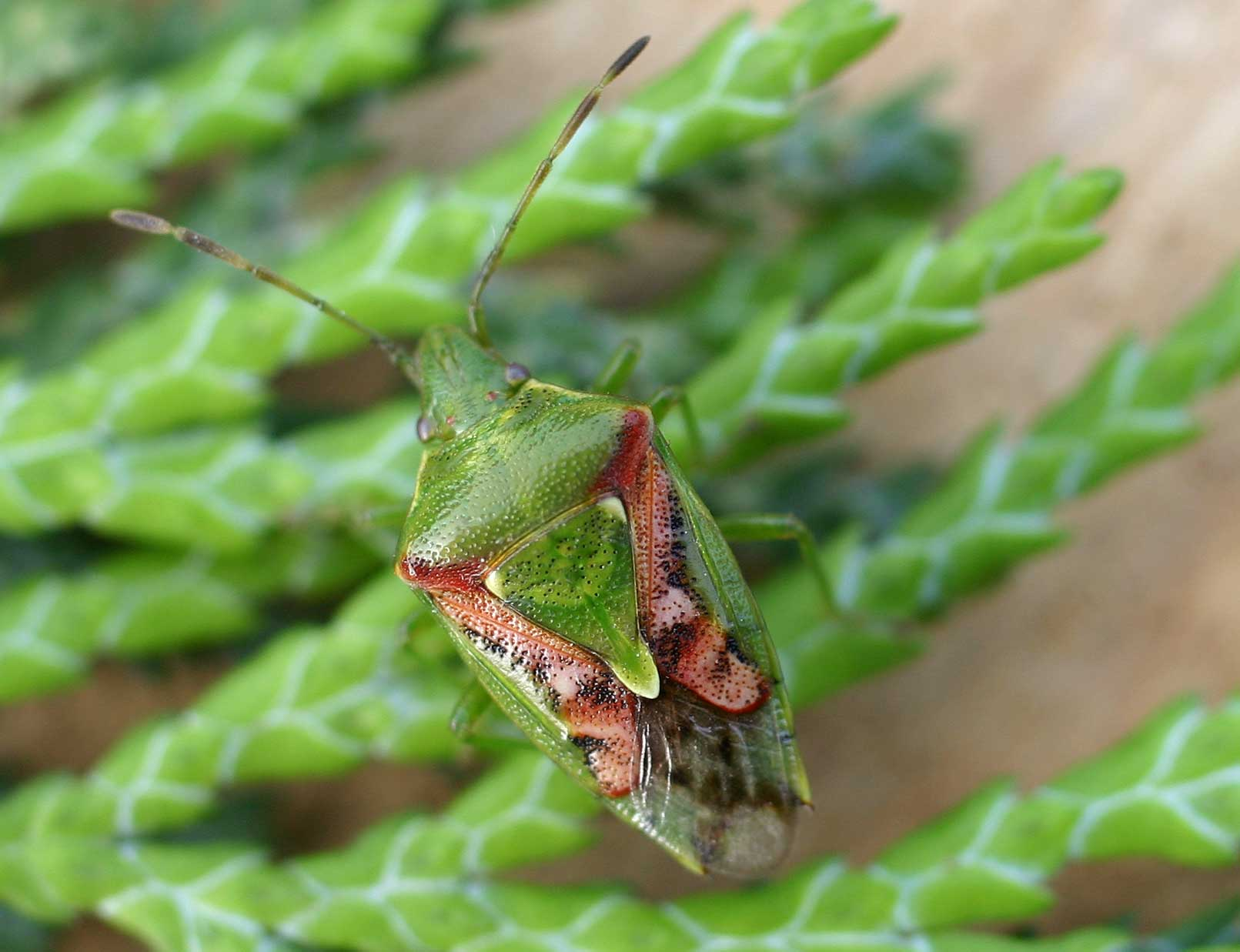
Jeneverbeskielwants (Cyphostethus tristriatus)
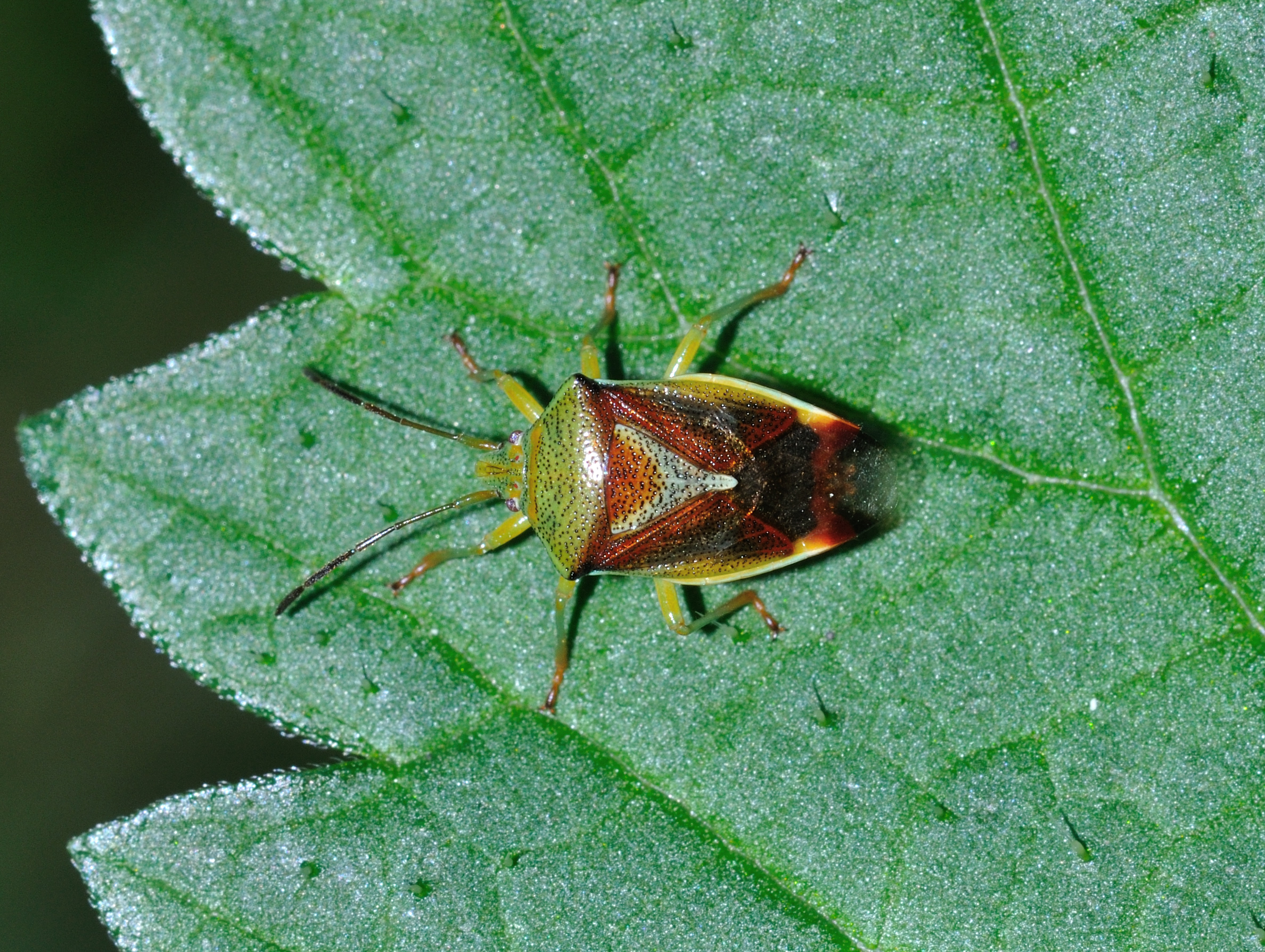
Berkenkielwants (Elasmostethus interstinctus)
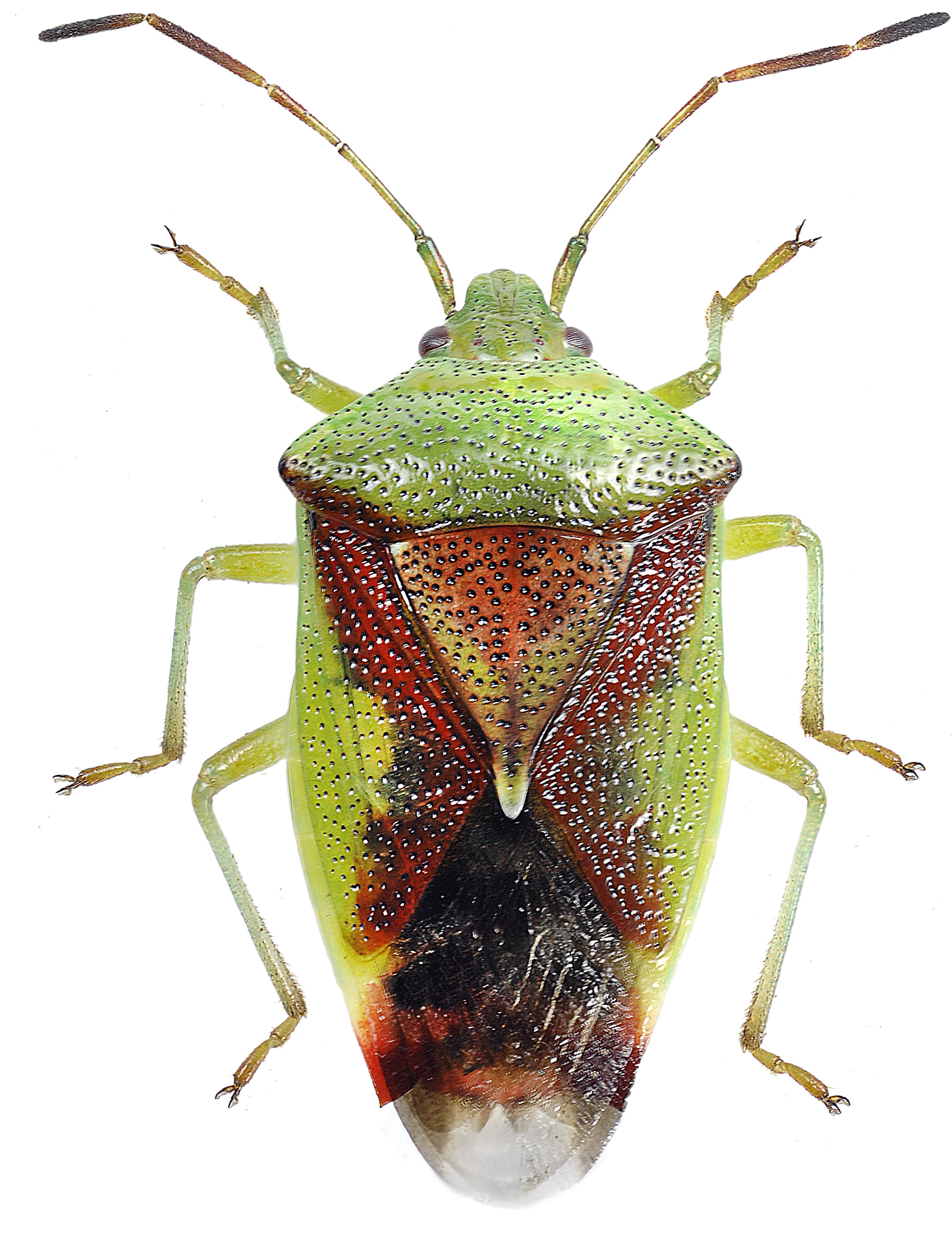
Kleine kielwants (Elasmostethus minor)
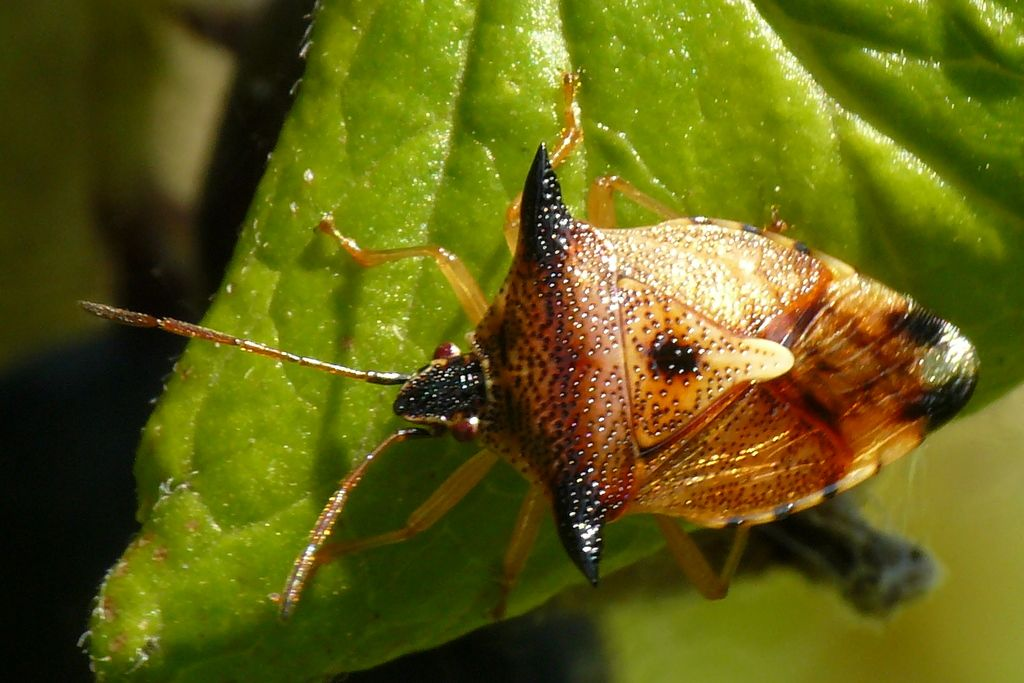
Bosbeskielwants (Elasmucha ferrugata)
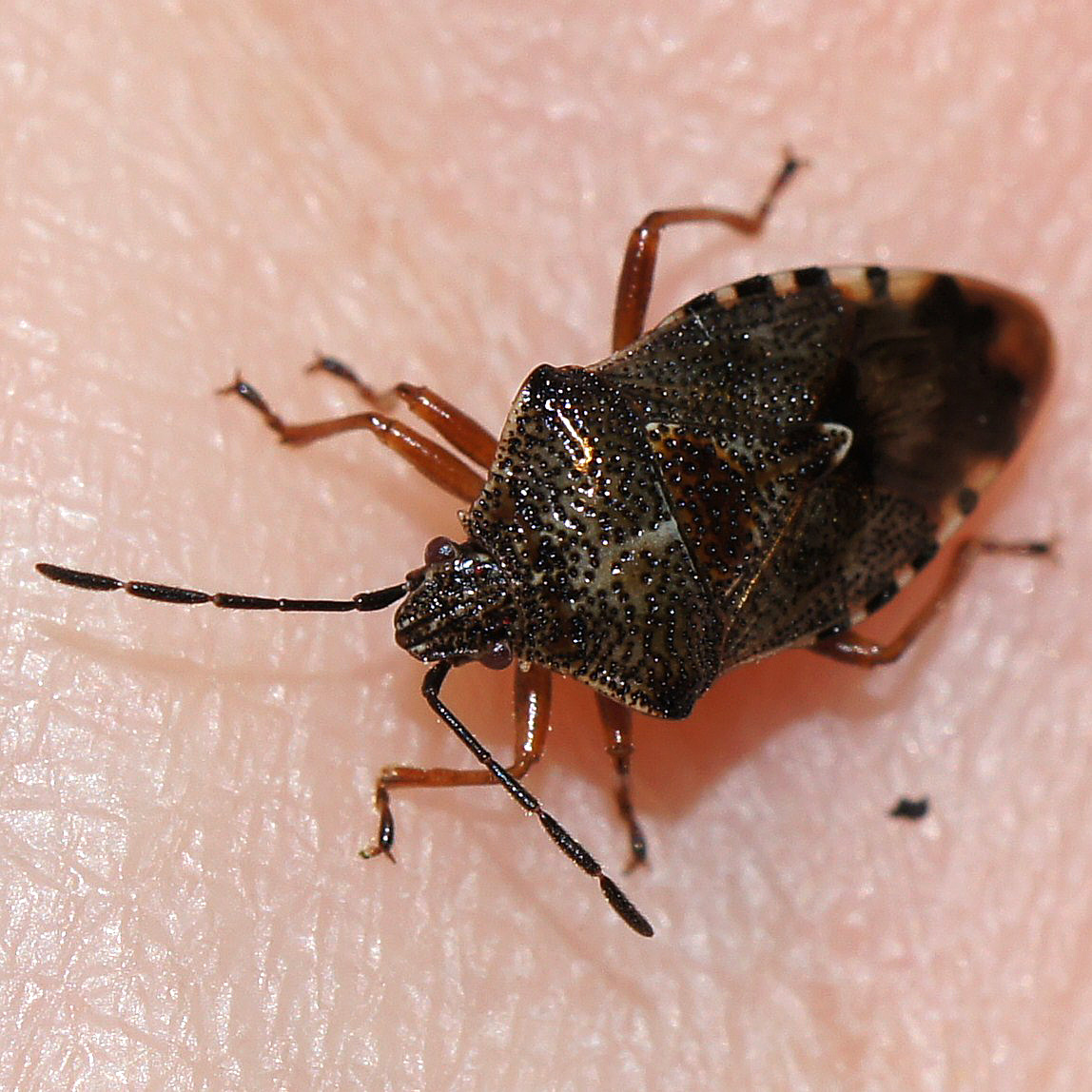
Veenkielwants (Elasmucha fieberi)
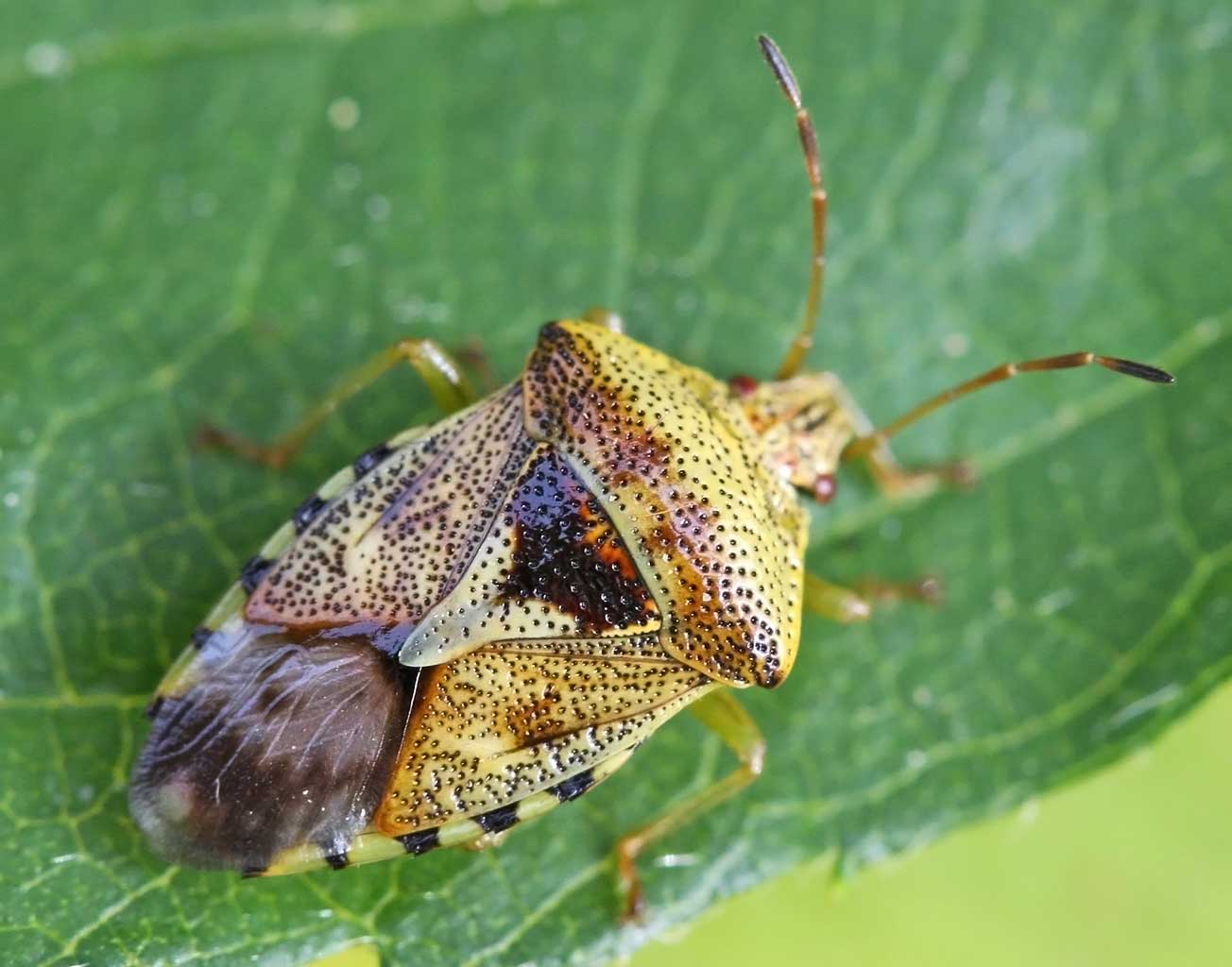
Gewone kielwants (Elasmucha grisea)